# Odontopteryx
Odontopteryx es un género extinto de ave perteneciente a la familia de los pelagornítidos. Debido a que su relación de esta familia con los grupos de aves modernos es controvertida, siendo clasificados como parientes de los pelícanos y garzas, o de los anseriformes, son clasificadas en su propio orden, Odontopterygiformes.

## Especies y taxonomía
Solo una especie de Odontopteryx ha sido descrita formalmente, pero varios otros taxones nombrados de pelagornítidos pueden ser clasificados en este. La especie tipo Odontopteryx toliapica es conocida de restos del Ypresiense (Eoceno temprano) de la Arcilla de Londres de la Isla de Sheppey (Inglaterra) y en las rocas levemente más antiguas de la Cuenca Ouled Abdoun (Marruecos). Su tarsometatarso (el espécimen BMNH A4962) fue considerado por algún tiempo a fines del siglo XX como un procelariiforme gigante y fue llamado Neptuniavis minor, pero el espécimen BMNH A44096 – el cráneo del holotipo descrito por Richard Owen en 1873 – fue el primer pelagornítido reconocido como tal, y no fue asignado a ningún otro linaje de ave marina. Aun así fue relacionado con frecuencia con los Sulidae (cormoranes y piqueros) o los Diomedeidae (albatros), con los cuales muy seguramente no estaba relacionado.
Cinco o quizás más especies adicionales sin nombrar han sido asignadas tentativamente a este género, mayormente basadas en su tamaño y/o en los "dientes" dirigidos hacia adelante: una pequeña y otra mayor que O. toliapica que datan del Paleoceno Superior o el Eoceno Inferior de la Cuenca Ouled Abdoun de Marruecos, una del Eoceno Medio de Uzbekistán, una de estratos del Eoceno Medio de la Formación Tepetate cerca de El Cien (en Baja California Sur, México), y una del Eoceno Inferior de Virginia (Estados Unidos). En lo que concierne a los fósiles marroquíes, la mayor de las tres formas parecidas a  Odontopteryx (inicialmente llamada "Odontopteryx n. sp. 2") ha sido nombrada provisionalmente "Odontopteryx gigas" pero puede pertenecer en cambio a Dasornis, mientras que la más pequeña ("Odontopteryx n. sp. 1") ha sido considerada como un género distinto, "Odontoptila inexpectata", pero estos nombres son nomen nudum y podría ser en cualquier caso podría ser un sinónimo más moderno del género de polilla geométrida Odontoptila y por tanto no está disponible para el ave. Aunque el espécimen mexicano (MHN-UABCS Te5/6–517, una pieza distal del húmero) encaja con el tamaño y formas esperados para O. toliapica, no es enteramente claro si las formas americanas pertenecen al que sería de otra forma un género eurasiático. Se debe recordar, sin embargo, que en su época el istmo de Panamá.
Pseudodontornis tschulensis del Paleoceno Superior de Zhylga (Kazajistán) es situado a veces en Odontopteryx, así como en Macrodontopteryx oweni que también se ha encontrado en la Arcilla de Londres. En el último caso no parece ser una atribución correcta (ver la sección). La especie descrita originalmente como O. longirostris fue convertida en la especie tipo de Pseudodontornis en 1930. Pequeños especímenes de pelagornítidos también han sido reportados de rocas del Oligoceno Inferior del Grupo Kishima y del Oligoceno Superior del Grupo Ashiya en Japón, pero su asignación a Odontopteryx es incluso más incierta.
"Neptuniavis" minor fue descrito de restos asignados a O. toliapica por Richard Lydekker en 1891. Sin embargo, el supuesto género de procelariforme Neptunavis es realmente un pelagornítido, por lo que esta "especie" más pequeña es sinonimizada. La especie tipo "N." miranda, por otro lado, es un sinónimo más moderno del mucho más antiguo Dasornis emuinus. En un curioso giro, parte del material asignado a "N." minor eventualmente resultó ser fósil del paleognato Lithornis vulturinus; el primer hueso descrito de Dasornis emuinus por su parte (una pieza del húmero) fue en principio confundido con un tarsometatarso de Lithornis.

## Descripción y sistemática

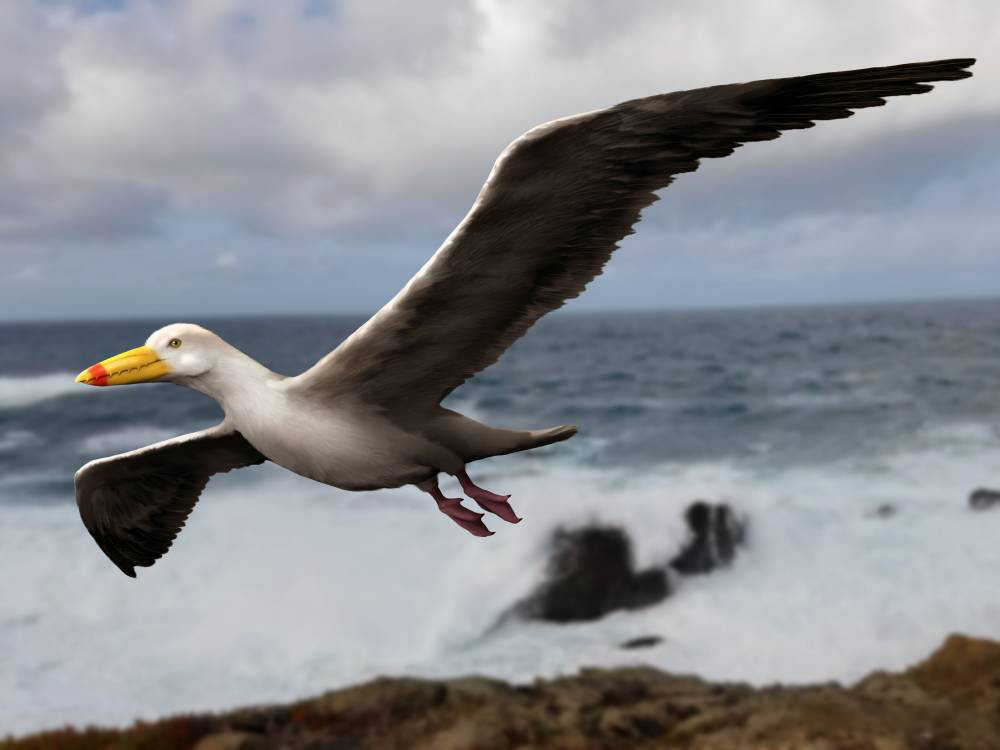
Recreación de un Odontopteryx toliapica.

O. toliapica se encuentra entre las menores aves pelagornítidas conocidas; pero aun así, rivalizaba en envergadura con muchos albatros actuales, si es que no los superaba, y con el pelícano pardo (Pelecanus occidentalis) en masa. En vida, su cabeza (incluyendo el pico) pdo haber medido 20–25 centímetros de largo. A diferencia de muchos otros pelagornítidos, sus "dientes" se dirigían hacia adelante.
Como ocurre con el resto de sus parientes, las delgadas paredes de los huesos de Odontopteryx se rompían fácilmente y por tanto hay muy pocos fósiles – aunque aun así es mejor conocido que muchos de los géneros de pelagornítidos. Aparte de su tamaño relativamente reducido, otros rasgos permiten identificarlo: se parece a Dasornis por tener un arco yugal de tamaño medio, que se adelgaza y se vuelve más sólido por detrás del proceso orbital del hueso prefrontal, a diferencia del género gigante del Neógeno Osteodontornis. Asimismo, su proceso paroccipital es mucho más alargado hacia atrás y hacia abajo, de nuevo como en Dasornis pero difiere de Pseudodontornis longirostris. Por otro lado la pieza distal del húmero del espécimen mexicano (MHN-UABCS Te5/6–517) que puede o no pertenecer a Odontopteryx difiere del hueso correspondiente de Osteodontornis por su superficie más estrecha y menos excavada entre el cóndilo externo y la prominencia ectepicondilar, con un agujero entre estos cerca del extremo del hueso. Su hueso cuadrado, por su parte, difiere del de Osteodontornis por su cabeza dorsal con un amplio surco, un amplio eje principal con un borde lateral muy curvado y un pequeño proceso orbital que apunta levemente hacia adelante. El borde del centro delantero de la articulación ventral del cuadrado se extiende hacia abaajo y en el medio, y el proceso pterigoidal solo se expande levemente al centro superior en Odontopteryx. La cuenca para el cuadratoyugal está desplazada hacia abajo. El cuadrada de P. longirostris no está muy bien preservado; se parece al de Odontopteryx en su eje principal ancho pero es más cercano a Osteodontornis en su borde recto del eje principal y su borde de la articulación ventral dirigido hacia arriba en el centro delante. Su cuenca del cuadratoyugal difiere de ambos.
Odontopteryx difiere de Pelagornis (un contemporáneo de Osteodontornis) y recuerda a Dasornis por tener un foramen neumático largo y profundo apuntando hacia la mano en la fossa pneumotricipitalis del húmero, un punto de sujeción del músculo latissimus dorsi en el húmero consistente en dos segmentos en lugar de uno solo alargado, y una gran protuberancia que se extiende a lo largo de la ulna en donde se sujetaba el ligamentum collateralis ventralis. Se encuentran diferencias adicionales entre Odontopteryx y Pelagornis en el tarsometatarso: en el primero, no hay una profunda fosa del primer hueso metatarsal del hallux y su tróclea en el dedo medio se expande conspicuamente hacia adelante. La glándula salina dentro de la órbita ocular estaba mucho menos desarrollada en Odontopteryx que en Pelagornis. Como los rasgos compartidos entre Odontopteryx y Dasornis son probablemente plesiomórficos, estos no pueden ser usados para invocar una relación cercana entre dos géneros del Paleógeno que la que tienen Osteodontornis y Pelagornis.
Pero incluso con la carencia de restos fósiles bien preservados, no se puede excluir una relación cercana entre Odontopteryx y Dasornis, y parece que los pelagornítidos del Neógeno derivan en su totalidad de una forma grande del Plaeógeno como Dasornis o (si esta ni es verdaderamente idéntica a Pelagornis) la misteriosa especie P. longirostris y que el linaje de tamaño pequeño se extinguió enteramente antes del Neógeno (quizás durante el Grande Coupure). En 1891 se propuso que O. toliapica fuera el género tipo de la familia Odontopterygidae; los autores posteriores generalmente sitúan a todas las aves de dientes falsos en una única familia. Pero si el escenario evolutivo ya delineado es correcto, el nombre de familia Pelagornithidae podría ser restringido al linaje de formas gigantes, y Odontopterygidae podría ser restablecido para el linaje de formas pequeñas. Macrodontopteryx fue incluido inicialmente también en Odontopterygidae, pero es más probable que sea un individuo juvenil de Dasornis. La única forma pequeña del Neógeno conocida es "Pseudodontornis" stirtoni de Nueva Zelanda, la cual tiene un tamaño parecido al de O. toliapica, pero sus relaciones evolutivas son muy oscuras.